# Belfort
Belfort es una ciudad y comuna francesa situada en el departamento del Territorio de Belfort, de la región de Borgoña-Franco Condado. Es la ciudad más grande y la prefectura de su departamento con una población de 105 390 habitantes.  
Establecida durante la Brecha de Belfort, la ciudad se encuentra en una importante vía de comunicación en la cual las primeras actividades humanas se manifestaron durante la Prehistoria. Este emplazamiento ha jugado un rol importante a lo largo de su historia, especialmente en el siglo XIV, cuando la ciudad era conocida como Bellumfortum. La situación estratégica en el corazón de la brecha de Belfort la ha convertido en una plaza fuerte militar y una ciudad de guarnición en las fronteras de las cuencas de los ríos Rin y Ródano.  
Históricamente, forma parte de la Alta Alsacia, subdivisión de la provincia histórica de Alsacia que corresponde a los actuales departamentos del Alto Rin, del Bajo Rin y del Territorio de Belfort así como al territorio de Landau en Alemania. La ciudad siempre ha formado parte del espacio lingüístico francófono. Tras la anexión de Alsacia-Lorena de 1871 a 1918 por el Imperio alemán, el actual Territorio de Belfort, única parte de Alsacia que no fue anexionada, permaneció separado y accedió al estatuto de departamento en 1922.  
El decreto de 2 de junio de 1960 relativo a la armonización de las circunscripciones administrativas lo vincula a la región del Franco-Condado y no a la región de Alsacia, decisión confirmada en 1982 con las leyes sobre la descentralización que otorgan a las regiones francesas el estatuto de colectividades territoriales. 
Los residentes de la ciudad se llaman Belfortanos (Belfortains en francés).

## Geografía
Belfort se encuentra en el noreste de Francia, a 400 km de París, 141 km de Estrasburgo, 290 km de Lyon y 150 km de Zürich. Se encuentra a orillas del Savoureuse, sobre la ruta natural de importancia estratégica entre las cuencas del Rin y el Ródano —la brecha de Belfort, Trouée de Belfort— o la puerta de Borgoña (Porte de Bourgogne). El topónimo, Belfort, se pronuncia en francés como [bɛl.fɔʁ].

## Historia
La ubicación estratégica de Belfort, en un hueco natural entre los Vosgos y el Jura, en una ruta que une las cuencas del Rin y el Ródano (vía Doubs y Saona), ha atraído los asentamientos humanos y la ha convertido en un objetivo para los ejércitos. 
La ubicación de Belfort fue habitada en época galo-romana y se registró posteriormente en el siglo XIII como una posesión de los condes de Montbéliard, que le otorgó una carta en 1307.
A partir de 1375 fue una posesión austriaca junto con el Sundgau, fue ocupada por las tropas francesas el 28 de junio de 1636, posesión legalizada mediante el Tratado de Westfalia (1648), que puso fin a la guerra de los Treinta Años. Las fortificaciones de la ciudad fueron ampliadas y desarrolladas por el arquitecto militar Vauban al servicio de Luis XIV. 
Durante las guerras napoleónicas sufrió dos asedios antes de ser tomada por las tropas de la sexta y séptima coalición. El primero del 24 de diciembre de 1813 al 12 de abril de 1814. Segundo del 27 de junio al 8 de julio de 1815.  

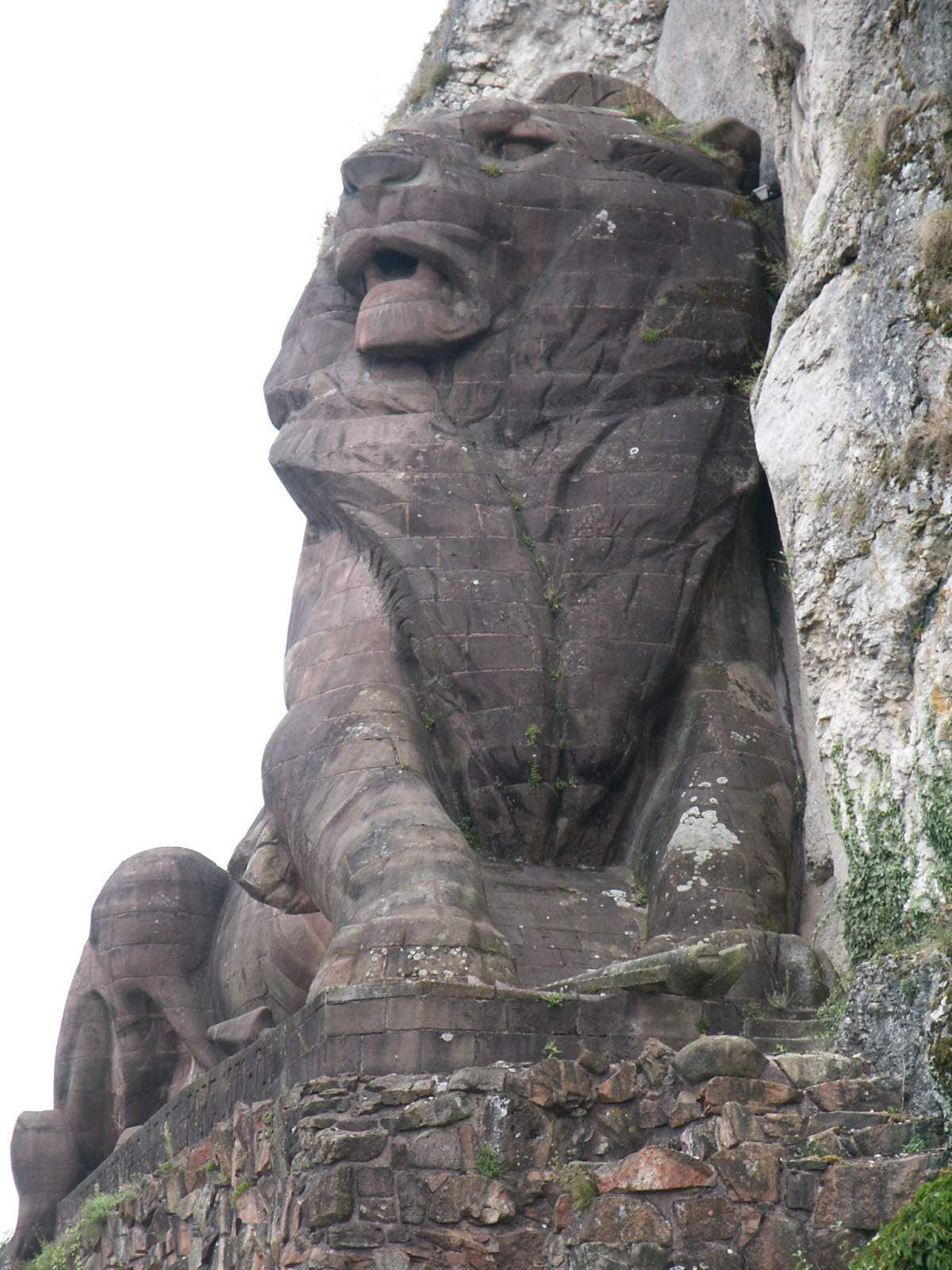
León de Belfort, obra de Bartholdi

Belfort fue parte del departamento del Alto Rin, en Alsacia, hasta 1871. Belfort estuvo sitiado entre el 3 de noviembre de 1870 y el 18 de febrero de 1871, resistiendo con éxito hasta que la guarnición recibió la orden de entregar la ciudad 21 días después del armisticio entre Francia y Prusia. Debido a que esta parte de Alsacia era de habla francesa, mientras que el resto de Alsacia era de habla alemana, el área alrededor de Belfort no fue anexada por los prusianos. Se formó, como todavía existe, el Territorio de Belfort. El asedio es conmemorado por una enorme estatua, el León de Belfort, realizada por Bartholdi.
Los alsacianos que buscaban un nuevo hogar francés en Belfort hicieron una contribución significativa a la industria. 
La ciudad fue bombardeada por el ejército alemán durante la Primera Guerra Mundial y ocupada durante la Segunda Guerra Mundial desde 1940. Hasta que el ejército francés la liberó el 22 de noviembre de 1944.

## Demografía
La ciudad de Belfort tiene 49 519 habitantes en 2015. Junto con sus suburbios y ciudades satélites, Belfort constituía la mayor aglomeración en la antigua región del Franco Condado con una población urbana de 308 601 habitantes

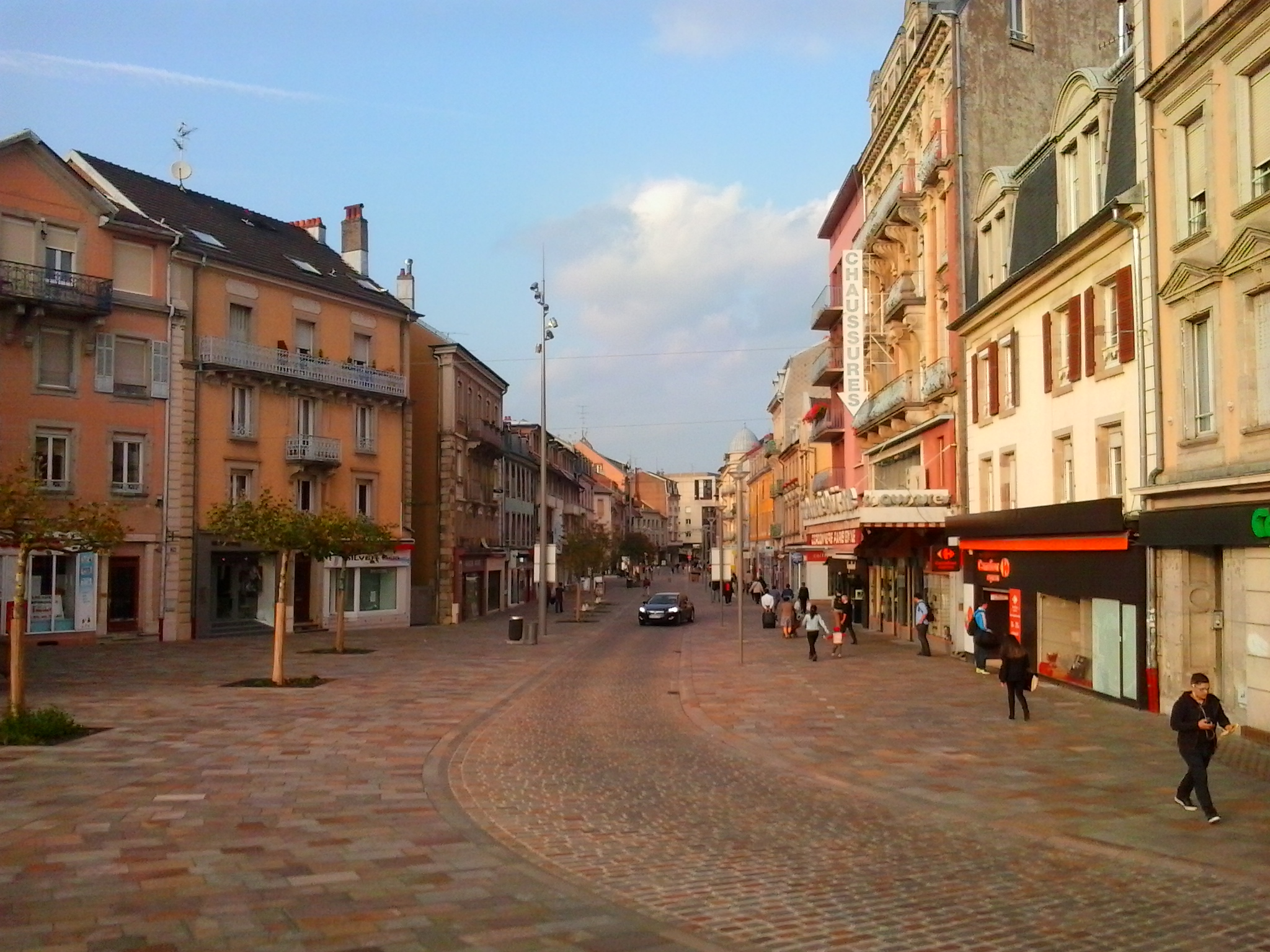

| 4 593 | 4 400 | 4 210 | 4 738 | 5 753 | 5 687 | 5 617 | 6 664 | 7 847 | 7 510 | 8 101 | 8 400 | 8 030 | 15 173 | 19 336 | 22 181 | 25 455 | 28 715 | 32 567 | 34 649 | 39 371 | 39 301 | 40 516 | 42 511 | 45 625 | 37 387 | 43 434 | 48 070 | 53 214 | 54 615 | 51 206 | 50 125 | 50 417 | 51 327 | 49 519 |
| Para los censos de 1962 a 1999 la población legal corresponde a la población sin duplicidades (Fuente: INSEE [Consultar]) |       |       |       |       |       |       |       |       |       |       |       |       |        |        |        |        |        |        |        |        |        |        |        |        |        |        |        |        |        |        |        |        |        |        |

## Administración
La comuna es la cabecera (bureau centralisateur en francés) de tres cantones : Belfort-1, Belfort-2 y Belfort-3.
La comuna de Belfort está gobernada por el consejo de 45 escaños. El alcalde es Damien Meslot (LR) desde 2014.

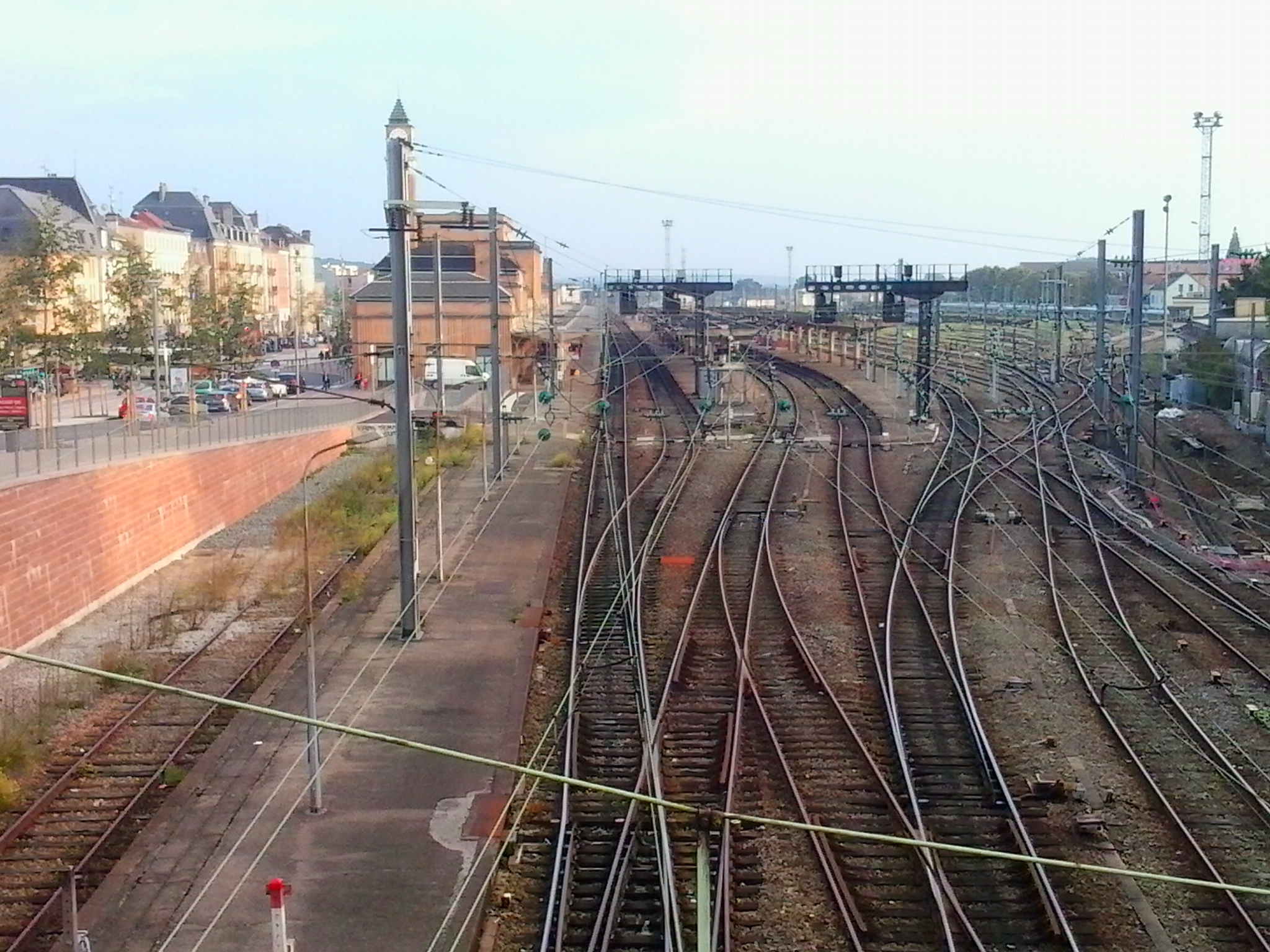

## Ciudades hermanadas
- Zaporiyia (Ucrania, desde 1967)
- Leonberg (Alemania, desde 1977)
- Delémont (Suiza, desde 1985)
- Stafford (Reino Unido, desde 1999)
- Tanghin-Dassouri (Burkina Faso, desde 2007)